# قاي دوبريه
قاي دوبريه (بالفرنسية: Guy Dupré)‏ هو ناشر وكاتب فرنسي، ولد في 5 فبراير 1925 في باريس في فرنسا، وتوفي في 17 يناير 2018.